# Lubok

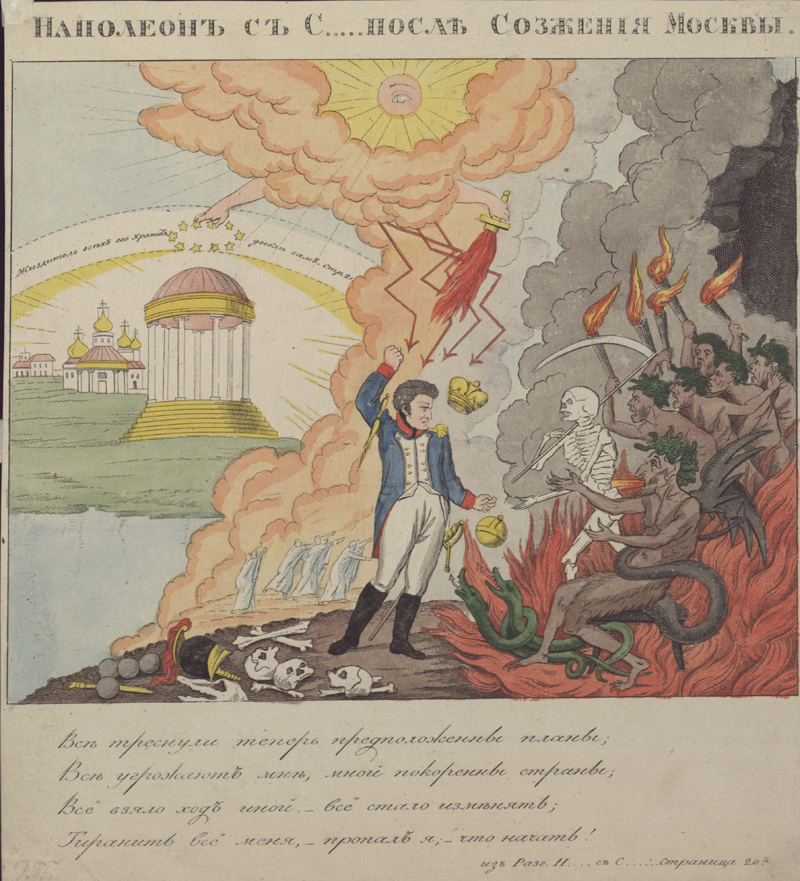
Lubok caricaturale del XIX secolo di Napoleone che incontra Satana dopo l'incendio di Mosca, opera di Ivan Alekseevič Ivanov.

Il lubok (plurale lubki) è un genere di stampa popolare russa a uso delle classi meno abbienti, con racconti e notizie sotto forma di vignette provviste di didascalie. Si tratta di tavolette piane in legno sulle quali viene impressa la stampa che vengono successivamente leggermente colorate.

## Storia
L'origine dei lubki è associata alla tradizionale raffigurazione della storia biblica presente nell'iconostasi che si inquadra nel più ampio contesto figurativo russo direttamente originatosi dalla tradizione iconodula bizantina.
L'importanza dei lubki come strumento secolare di comunicazione scritta presso le classi contadine trova la sua massima espressione con l'invasione napoleonica della Russia. Questo avvenimento segna un'evoluzione dei lubki, che in precedenza non avevano mai raffigurato soggetti reali, ma solamente personaggi delle Sacre scritture o dei racconti. Si afferma nel periodo 1812-1814 l'impiego dei lubki come strumento propagandistico, che descrive con tratti fortemente caricaturali Napoleone e il suo esercito, esaltando dall'altro lato la figura del patriottico e fiero contadino russo, delineato come un vero e proprio esempio di coraggio e rettitudine. Questo interesse inaspettato e senza precedenti nei confronti del mondo rurale (tanto più in una società come quella russa, fortemente statica e classista) si sarebbe riflesso sulla successiva produzione artistica russa, lasciando un segno permanente nelle opere espressioniste del periodo successivo (tra tutte I battellieri del Volga di Il'ja Efimovič Repin).
Tra i principali esponenti dell'arte della stampa lubki si annoverano Ivan Alekseevič Ivanov (1779-1848), Ivan Ivanovič Terebenev (1870-1915), Aleksej Gavrilovič Venecianov (1780-1847).